# Landgrafschaft Klettgau

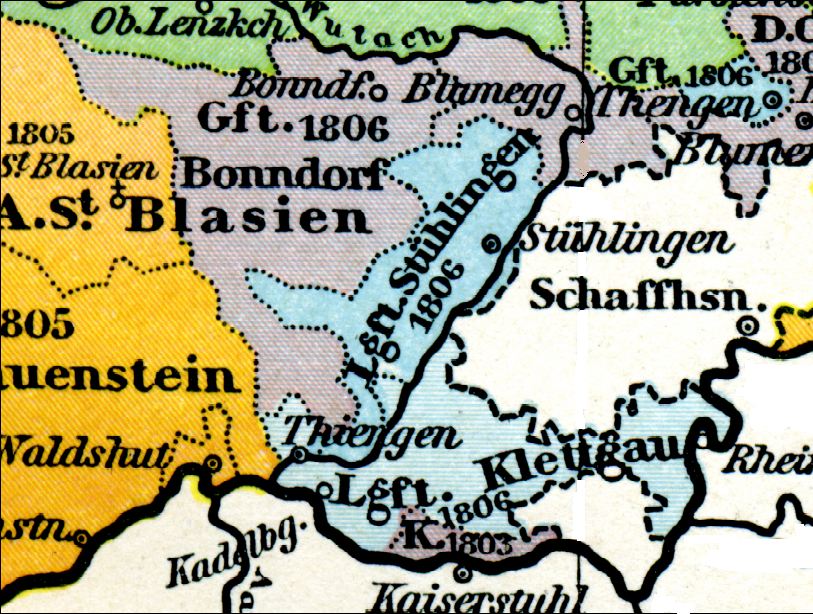
Die Landgrafschaft Klettgau in ihrer Ausdehnung von 1806. Gelb = Vorderösterreich, grün = Fürstenberg

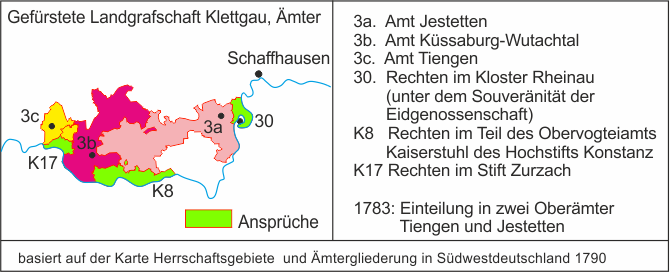
Die Ämter im Jahr 1790 der Landgrafschaft Klettgau

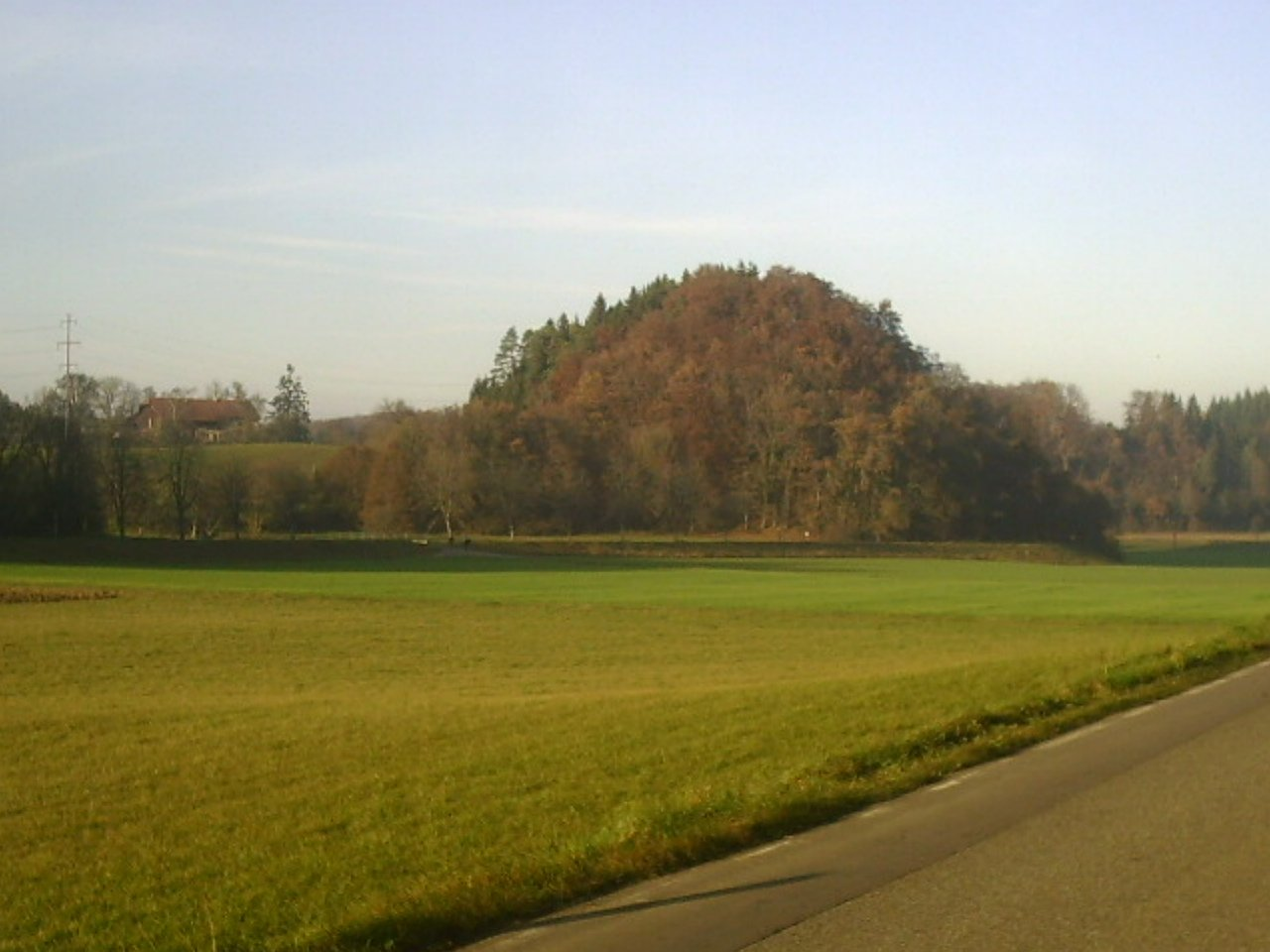
Der Burghügel der Burg Weißenburg im Klettgau

Die Landgrafschaft Klettgau war ein spätmittelalterlicher und frühneuzeitlicher Herrschaftsbereich mit sich ändernder territorialen Ausdehnung am Hochrhein zwischen Schaffhausen und Tiengen. Der Klettgau lässt sich nach bisher bekannter Quellenlage ab 1315 als Landgrafschaft datieren. Sie endete infolge der Mediatisierung, als das Gebiet 1806 an das Großherzogtum Baden fiel. Die Landgrafschaft Stühlingen war von 1112 bis 1250 Bestandteil der Grafschaft Klettgau.

## Namensbildung
Erstmals schriftlich genannt wird der Name Actum in pago Chlegouve im 2. Jahr der Regierung Ludwigs, zur Zeit des Papstes Sergius II. 844, anlässlich eines Gütertauschs zwischen einem Rinloz und dem Kloster Rheinau. Die Nennung in der Divisio Regnorum von 806, dem »Testament« Karls des Großen, auf das sich Trudpert Neugart bezieht, nennt die Engi bei Neuhausen als Grenze zwischen Chletgowe und Hegowe hier sollte auch die Grenze der Machtbereiche zwischen seinen Söhnen Karlmann und Pippin verlaufen. Ägidius Tschudi spricht von den Latobrigern als Urbevölkerung, wonach sich auch der Name ableite. Johann Jakob Rüeger bestätigt dieses, meint aber aufgrund der Fruchtbarkeit der Gegend von einem »Lettengau« sprechen zu dürfen. Auch vertreten (u. a. durch Georg Jäger) wurde die Ansicht wie Aargau von der Aare so sei Klettgau von der Glatt hergeleitet, also eigentlich »Glattgau«. Franz Josef Mone leitete es von Chleigh, dem keltischen Wort für Hügel ab, also »Hügelgau«. Rüeger erwähnt auch die Ansicht des Josias Simmler demnach die alte Grafschaft Altenburg das gallische »Latobrigi« und damit das deutsche »Altobrogo« beinhalte, was heute aber als unrichtig erkannt ist.
Zur Herkunft und Bedeutung des Namens „Klettgau“ gibt es mehrere weitere Deutungsversionen die bis heute nicht abschließend geklärt sind. Während vielfach die Ansicht vertreten wird, der Klettgau (auch Kleggau, Clecgouva, Chlegowe, Clegove, Clechgouwe, Cleggovia), habe seinen Namen von Cleg (Schiffchen, Weidling) und Geu (Landstrich) – womit wohl auf die Lage am Rhein abgestellt wird, entwickelte Emil Müller-Ettikon eine weitere Theorie, in dem er auf das mittel- bzw. althochdeutsche ursprüngliche Schallverb klecken hinwies,  und im Klettgau, da ursprünglich auch als Chleckgow geschrieben, den Gau am Rheinfall annahm.
Ob man nun Kleggau oder Klettgau schreiben sollte, darüber stritten sich lange Zeit die schwarzenbergischen Beamten: man entschied sich für Klettgau.

## Frühe Besiedelung
Nach Aegidius Tschudi von den „Latobriga“ (Latobriger), einem Stamm der Kelten, besiedelt. Später Siedlungsgebiet der Alamannen, war das Land am Hochrhein zwischen Schaffhausen und Waldshut zunächst römisch besetzt. 537 übergab Witigis als Gegengabe für Hilfsleistungen gegen die Byzantiner Provinzteile des Alpenvorlandes an Theudebert I. 585 wurde das Bistum Konstanz von Vindonissa losgelöst. Die fränkisch-karolingische Neueinteilung des Reiches in Gaugrafschaften führte im 8. Jahrhundert zur Namensgebung des sich zwischen Rhein, Wutach und Randen erstreckenden Gebietes. Im Norden spielten die Reichsherrschaft Bonndorf unter dem Kloster St. Blasien und im Westen das Damenstift Säckingen eine wichtige Rolle. Das Gebiet war von 911 bis 1268 Bestandteil des Herzogtums Schwaben.

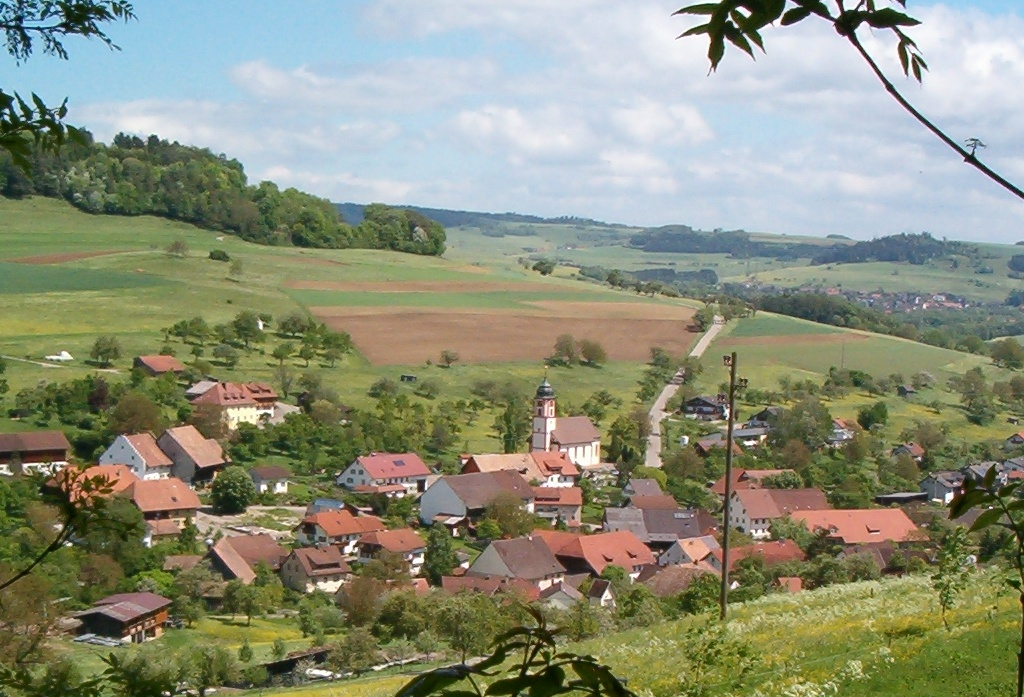
Das heutige Dorf Krenkingen: die Ruine des Stammsitzes der Freiherren von Krenkingen; die Burg Alt-Krenkingen lag südlich unterhalb des Dorfes auf einer Felsnase

## Geschichte
In der in karolingischer Zeit existierenden Grafschaft Klettgau waren um 1200 unter anderen die Freiherren von Krenkingen, die Grafen von Küssenberg, das Kloster Allerheiligen in Schaffhausen sowie das Hochstift Konstanz begütert. Der ursprüngliche Sitz war Altenburg bei Jestetten. Später wurde die Stadt Tiengen Sitz der Grafen. Teilweise unter der Herrschaft der Grafen von Lupfen, von Stühlingen, wurde später weiterer Grundeigentümer im Klettgau das Kloster Rheinau. Der Klettgau war von 911 bis 1268 Bestandteil des Herzogtums Schwaben und kam als Erbe an Herzog Ernst von Schwaben, andere Teile waren habsburgisch. Nach der Zerstörung der Kyburg im Jahr 1027 durch Konrad II. folgte der langsame Zerfall. Das Gebiet musste sich der Macht des Reichs der Staufer unterordnen. Das seit 1651 zum heutigen Kanton Zürich gehörende Gebiet, das Rafzerfeld sowie die ehemalige Herrschaft Regensberg kam im Zusammenhang mit dem Kyburger Erbe von den Regensbergern und wurde Bestandteil des Zürichgau.

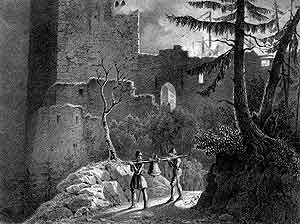
Burg Balm bei Lottstetten nach einer Zeichnung von Johann Jakob Beck: Die Schaffhauser tragen nach der Zerstörung die Glocke der Burgkapelle nach Schaffhausen heute Fronwaagturmglocke

## Unter den Krenkingern
Mit ihrer Stammburg Burg Altkrenkingen und Burg Krenkingen im Steinatal, der Stadt Tiengen und der Weißenburg waren die Freiherren von Krenkingen zeitweise die mächtigsten Herrscher des Klettgaus. 1389 werden genannt Johans von Krenkingen fry her und her zu Tuengen, hoffrichter des Romischen richs und Diethelm von Krenkingen fry, Kilcher (Kirchherr) zu Tuengen und ze Schwerzen, gebruder.

## Unter den Grafen von Habsburg-Laufenburg (1282–1408)
Mit ihrem Sitz in Altenburg und der Erbauung der Habsburg durch Rathbod sind sie die Begründer einer Dynastie, die bis heute weiterlebt. Von 1282 bis 1408 war der Klettgau in der Hand der Grafen von Habsburg-Laufenburg; 1325 wurden sie Landgrafen. Graf Rudolf der Schweigsame begründete 1282 die Linie der Laufenburger Grafen. Am 18. April 1380 saß Landgraf Rudolf IV. am Langenstein letztmals offenlich zu Gerichte. Von da an ließen sich die Landgrafen von Landrichtern vertreten. Das Landgericht Klettgau war ein mittelalterliches Gericht, das ab 1361 erstmals als solches genannt wurde.
Die Laufenburger Linie war durch vielfache politische und wirtschaftliche Kräfte bedrängt. Interne Streitigkeiten wurden zwar immer wieder entschärft, doch Fortuna war nicht immer zur Stelle, als dass sich ein günstiges Fortdauern und Bestehen der Linie ergeben hätte. Landgraf Johann IV., der letzte der Laufenburger Linie, starb 1408 auf der Burg Balm ohne männliche Nachkommen. Zwar ließ bestimmt auch er noch Stammbäume anlegen und Genealogien durchforschen, um den Fortbestand des Hauses zu sichern, doch vergebens, dennoch brachte seine Familie herausragende Persönlichkeiten hervor, etwa den draufgängerischen Gottfried I., oder der Sohn Rudolf des Schweigsamen, Rudolf der Bischof von Konstanz. Auch Rudolf III. sorgte für ansehnlichen Gebietszuwachs durch seine Heirat mit Elisabeth von Rapperswil. Der größte Teil der Verluste war letztlich durch den Freiheitsdrang der Eidgenossen bedingt.

## Unter den Grafen von Sulz (1408–1687)

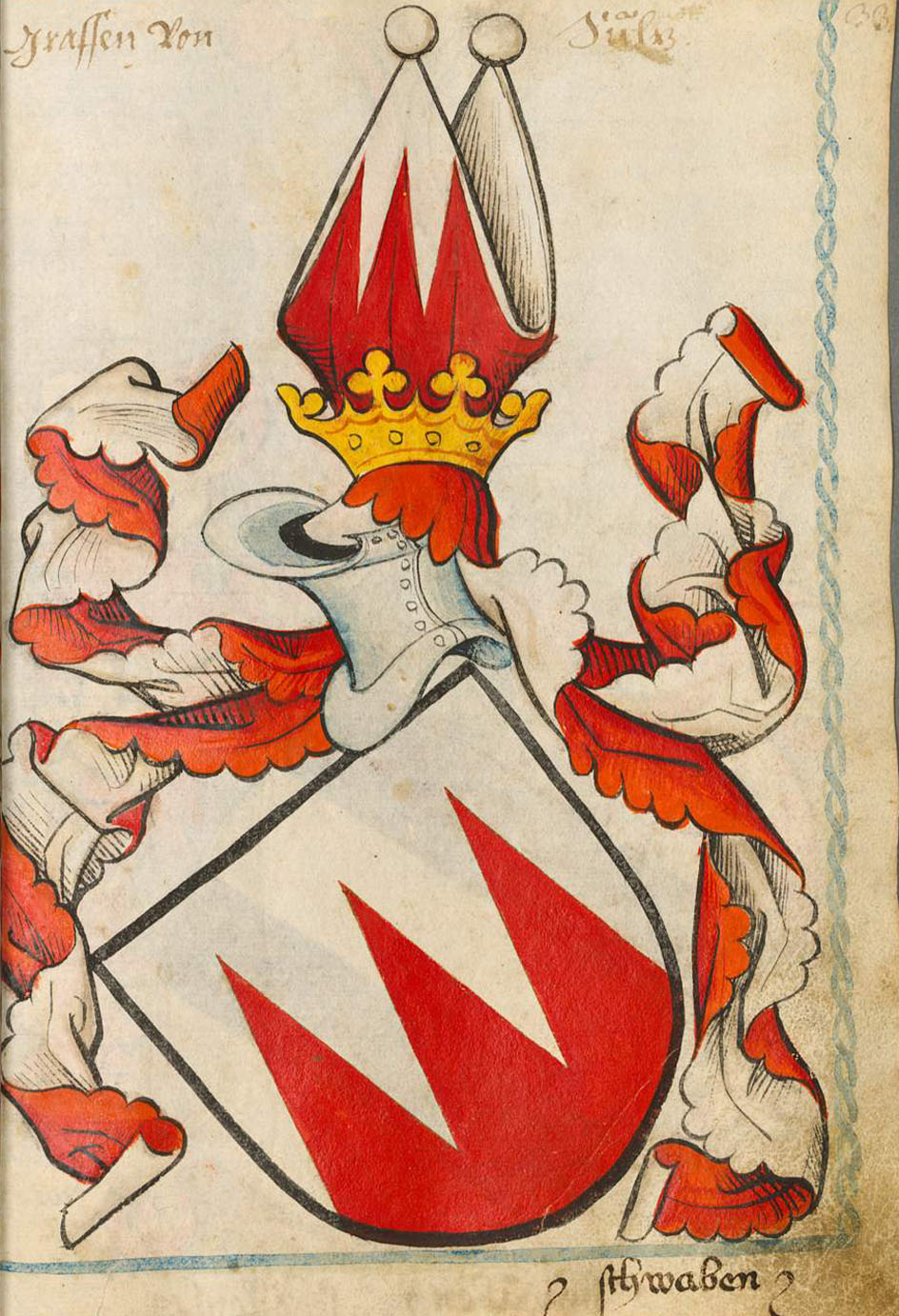
Wappen der Grafen von Sulz im Scheibler’schen Wappenbuch

Durch den 1408 geschlossenen Vertrag seines Vaters Hermann von Sulz mit der Witwe des Johann von Habsburg, Reza von Habsburg-Laufenburg, erfolgte 1410 die Heirat der Tochter Ursula von Habsburg-Laufenburg mit dem Grafen Rudolf III. von Sulz; so kam die Landgrafschaft Klettgau zusammen mit den Herrschaften Krenkingen und Rottemberg an die Grafen von Sulz, die seit dem 10. Jahrhundert in Sulz am Neckar nachgewiesen sind.
Das Haus Sulz versuchte – auch im Konflikt mit den Habsburgern – die Schirmvogtei über das im Klettgau begüterte Kloster Rheinau zu erlangen, wobei es auch zu Konflikten mit der Stadt Schaffhausen kam. Als Basis für ihre öfters auch gewaltsamen Aktionen gegen das Kloster benutzten die Sulzer die Burg Balm, die 1449 von Truppen der Stadt Schaffhausen zerstört wurde.
Während des Waldshuterkrieges wurde 1468 auch die Landgrafschaft Klettgau durch die eidgenössischen Truppen geplündert. 1482 konnten die Sulzer die Stadt Tiengen erwerben, die zur Residenz wurde. Im Austausch mussten sie gegenüber dem Hochstift Konstanz auf alle Rechtsansprüche bzgl. Hallau und Neunkirch verzichten.
1478 schlossen die Grafen von Sulz mit der Stadt Zürich – für sich und die Landgrafschaft – ein auf zehn Jahre befristetes Burgrecht ab, das 1488 auf „ewig“ verlängert wurde. Nachdem sie 1488 das Schloss Jestetten erwerben konnten, wurde auch dieses zeitweise zur Residenz. Die Sulzer residierten zudem auch noch auf der Küssaburg, die sie 1492 als Pfand und 1497 als Lehen übernehmen konnten. Im Austausch wurde Bohlingen an das Hochstift Konstanz abgetreten. Die Landgrafschaft wurde 1499 im Schwabenkrieg zum Kriegsschauplatz und wurde von eidgenössischen, wie von habsburgischen Truppen verwüstet – auch das Residenzstädtchen Tiengen wurde zerstört. Vorder-Österreichische Truppen aus Waldshut, Laufenburg und der Grafschaft Hauenstein unter dem Hauptmann Willibald Pirckheimer plünderten und verwüsteten Rechberg, das kleine Bauerndorf wollte sich 1468 nach Bedrängungen den Eidgenossen zuwenden, ebenso die Dörfer Dangstetten, Geißlingen und Grießen.

### Der Bauernkrieg
Schon früh fanden in der Nachbarschaft die Bundschuh-Bewegung und Erhebungen der Hauensteiner Untertanen gegenüber dem Kloster St. Blasien statt. Am 15. Mai 1524 weigerte sich der Rat der Stadt Waldshut gegenüber Österreich Balthasar Hubmaier auszuweisen. Mit dem Aufstand der Stühlinger Untertanen gegen Graf Siegmund II. von Lupfen am 23. Juni 1524 vor dem Schloss Hohenlupfen wird in der traditionellen Geschichtsforschung der Beginn des Deutschen Bauernkriegs gesehen. Im Juni 1524 wählten die Stühlinger Bauern den Hans Müller von Bulgenbach zu ihrem Hauptmann. Erst im Dezember 1524 wendeten sich die Klettgauer Untertanen gegen die Grafen von Sulz. Im Gegensatz zu den Stühlingern, die ihre Beschwerden beim Kammergericht Esslingen geltend machten, beriefen sie sich stets auf die Reformation. Von Zürich aus wurde das zwinglianisch-reformierte Bekenntnis durch Prädikanten in den Klettgau getragen, und Thomas Müntzer hielt sich im nahen Waldshut auf. Unter Führung von Nikolaus Wagner formulierten die Klettgauer ihre Beschwerden in 44 Artikeln, die sie am 25. Januar 1525 an den Rat der Stadt Zürich richteten. Der Aufstand dauerte bis zum 4. November 1525. An diesem Tag wurde er von Truppen des Grafen Rudolf V. von Sulz unter Christoph Fuchs von Fuchsberg bei Grießen blutig niedergeschlagen, Hans Rebmann wurde geblendet.

### Die Steuerrebellion
Als 70 Jahre später Landgraf Rudolf (der Schuldenmacher) versuchte, den Untertanen seine Schulden anzulasten, wehrten sich 16 Gemeinden und traten in einen Steuerstreik. 1597 eskalierte die Auseinandersetzung zwischen Untertanen und Landgraf. Die Untertanen sandten eine Delegation in die eidgenössische Stadt Zürich, mit der die Grafen von Sulz 1478 ein Burgrecht geschlossen hatten. Im Hinblick auf eine befürchtete Intervention von Zürich setzte der Kaiser Rudolf II. eine Kommission und schließlich auch Verwalter (Rudolf von Helfenstein und Friedrich von Fürstenberg) für die Landgrafschaft ein. 1601 ermahnte der Kaiser die Stadt Zürich, sich nicht weiter einzumischen. Aufgrund des völlig zerrütteten Verhältnisses zwischen Rudolf und seinen Untertanen und seiner nach wie vor prekären finanziellen Situation übergab er 1602 seinem Bruder Karl Ludwig das Amt des Landgrafen im Klettgau. Die Untertanen verweigerten dem neuen Landgrafen jedoch bis Frühjahr 1603 den Huldigungseid.
Noch in seinem ersten Amtsjahr ließ Karl Ludwig eine umfassende Polizei- und Landesordnung ausarbeiten, wobei er auch Vertreter der Untertanen beizog. Als Verfasser und Schreiber der Landordnung gilt Johann Jakob von Beck zu Willmendingen. Die sulzischen Beamten versuchten den Einfluss der Untertanenvertreter einzudämmen was zu weiteren Protesten bei den kaiserlichen Kommissaren und zu einer Überarbeitung der Polizei- und Landesordnung im Jahre 1605 führte. Erst 1610 beendeten die Untertanen ihre »Steuerrebellion«.

### Der dreißigjährige Krieg
1633 wurde der Klettgau vom Dreißigjährigen Krieg erfasst als Johann von Aldringen am 30. September 1633 zusammen mit dem Feldherr Herzog von Feria nach der Belagerung von Konstanz in den Klettgau zog. Von Stühlingen aus bedrohten sie die Stadt Schaffhausen, Feria und von Aldringen befehligten zusammen ein Herr von etwa 30.000 Mann. Nach Verhandlungen zogen sie am 8. Oktober nach Tiengen, welches sie den Schweden abnahmen. Danach belagerten sie Rheinfelden.
Französische und schwedische Truppen unter dem für teures Geld von dem Württembergischen Herzog Julius Friedrich gedungenen und gefürchteten Oberst und Graf René du Puy-Montbrun, seigneur de Villefranche et de la Jonchère drangen in die Landgrafschaft ein, da Landgraf Karl Ludwig Ernst von Sulz ein Parteigänger des Kaisers war. 700 Bauern, die durch zwei sulzische Beamte (der Förster Imhof und der Rentmeister Höuptlin, beide aus Jestetten) geführt wurden, griffen diese Truppen am 8. Mai 1633 bei Lottstetten an und wurden vollständig geschlagen. Nebst 200 Toten waren viele Gefangene und erheblicher Sachschaden zu beklagen – das Dorf Lottstetten wurde verbrannt und das Gebiet bis 20. Juni 1633 und im nächsten Jahr nochmals geplündert. Die Landesfestung Küssaburg wurde am 8. März 1634 durch ihre kaiserliche Besatzung zerstört, damit sie nicht in die Hände der Schweden fiel. Am 4. Dezember 1634 führte der Heerführer General Hamilton seine Truppen nach Tiengen und durch den Klettgau, erst an Weihnachten zogen sie in den Hegau weiter.
1635 forderte die Pest erhebliche Opfer, so dass die Landgrafschaft weitgehend verwaist war. Am Freitag vor Lichtmeß 1638 zogen Französische Truppen unter Bernhard von Weimar nach Rheinfelden, wo es zur Schlacht bei Rheinfelden kam. Im Sommer folgte der Kaiserliche Generalmajor Bernhard Schaffalitzky von Muckadell.
Der Klettgau war ausgesogen und ausgehungert, dennoch schreibt der Amtsnachfolger Bernhards von Weimar, Johann Ludwig von Erlach an den Kommissar zu Laufenburg, Lazarus Schäfer: ..das, wenn nicht bezahlt und abgeliefert wird, man die Häuser der Beamten und das Schloß zu Tiengen in Brand stecken, die Untertanen aber nicht belästigen wolle.
1641 kommen wieder Kaiserliche Truppen unter dem Oberst Johann Mathias von Franzmauth und Wildholzen, der die Kontributionen und die Flüchtungen von Wertsachen und Geld in die sichere Schweiz unterbinden wollte, was jedoch nicht gelang. 1647 befindet sich der Französische Oberst Christoph Ludwig von Baumbach in Stühlingen und fordert von dort aus Abgaben. 1648 erfolgte mit dem Westfälischen Frieden das Ende des Krieges.

### Der Verkauf
Am 17. Juli 1651 verkaufte Graf Johann Ludwig von Sulz das Rafzerfeld mit allen Hoheitsrechten an die Stadt Zürich und 1656 den nördlichen Teil der Landgrafschaft an die seit 1501 zur Eidgenossenschaft gehörende Stadt Schaffhausen.
Von nun an sprach man auch vom schweizerischen Klettgau im Gegensatz zum reichischen Klettgau, dem beim Deutschen Reich verbliebenen Teil der Landgrafschaft. Quer durch den Klettgau verlief nun nicht nur die Reichsgrenze, sondern seit den 1520er-Jahren auch eine Religionsgrenze, da sich die eidgenössischen Stände Schaffhausen und Zürich für die 
reformierte Konfession entschieden hatten. Für die moderne politische Verwaltung wurde das Gebiet in die Bezirke Ober- und Unterklettgau eingeteilt.

## Unter den Fürsten von Schwarzenberg (1687–1806)
Nach dem Aussterben der Grafen von Sulz im Mannesstamme kam 1687 die Landgrafschaft Klettgau über die Heirat von Maria Anna von Sulz mit Ferdinand von Schwarzenberg an das Haus Schwarzenberg und wurde zur gefürsteten Landgrafschaft erhoben; das Münzrecht der Grafen von Sulz ging auf die Schwarzenberger über. Die Herren von Schwarzenberg führten seither auch die Grafentitel von Sulz und den Titel Landgrafen von Klettgau. Die gefürstete Landgrafschaft wurde seither auch als Herrschaft Schwarzenberg bezeichnet. Die Grafen von Sulz besaßen nicht nur die Landgrafschaft, sondern seit 1488 auch das Züricher Bürgerrecht, das nun auch die Schwarzenberger jeweils erneuerten und das von Zürich bestätigt wurde. Das Zürcher Burgerrecht und dadurch die Eidgenössische Staatsangehörigkeit stehen den Mitgliedern der fürstlichen Linie der Schwarzenbergs bis heute zu; nach der Flucht aus der Tschechoslowakei siedelten einzelne Mitglieder der Familie daher in die Schweiz über.
Die Schwarzenberger waren sehr an einer Arrondierung interessiert, so erwarb noch um 1800 Fürst Joseph II. das Schloss Willmendingen. In der Folge der Mediatisierung fiel das Gebiet (die Landeshoheit) 1806 an das Großherzogtum Baden.

## Klettgauische Landmiliz und „Kontingent“
1798 wurde die Klettgauische Landmiliz im Zuge von Einquartierungen und durchziehender französischer und österreichischer Truppen auf 150 Mann verstärkt. Die Stadt Tiengen stellte 6 Mann, dazu Freiwillige als Chargen: Chirurg Johann Baptist Rutschmann als Feldarzt, Hofkaplan Spitznagel als Feldgeistlicher, Anton Maggi als Fourier, Oberleutnant Dörflinger als Kompagniehauptmann, Wilhelm Roßhirt als Ober-Leutnant, Forstadjunkt Joseph Glasß als Unter-Leutnant, Andreas Meyer als Feldwebel, Johann Roder als Korporal. Dazu gab es ein „Stehendes Heer“ im Klettgau, das sogenannte Kontingent, das je einige Mann als Wachen auf die Dörfer befehligte. Das „Heer“ wurde jeweils von den Bürgern nach Bedarf verstärkt. 1799 kaufte die Stadt Tiengen aus Gelegenheit aus dem Zeughaus der Stadt Bern 60 Gewehre mit Bajonetten und Riemen für 2½ Reichstaler je Stück.

## Liste der Herrscher und Grafen im Klettgau und deren Rechtsnachfolger
- Alaholfinger
- Ruthard (Graf), 746 bis 790
- Adilbert (um 844)
- Uodalricus (um 876)
- Gozpertus (um 878)
- Bertold, Bruder des Erchanger
- Guntram der Reiche, Graf im Breisgau
- Lanzelin
- Ratbod; sein Bruder war Rudolf von Altenburg (manche Historiker bezweifeln dies, er kann auch der Onkel oder Schwager gewesen sein), der Gründer des Klosters Ottmarsheim[24]
- Uoaldricus (um 1045)
- Liutoldus (um 1064)
- Gerungus (um 1067)

Von etwa 1067 bis 1200 sind keine Grafen bekannt; der Klettgau ist als Bestandteil des Herzogtums Schwaben Teil des Heiligen Römischen Reichs. Die Herrscher in jener Zeit sind damit implizit die Herzöge, respektive die Könige oder Kaiser:
- Rudolf von Rheinfelden, 1057–1079
- Friedrich I. von Schwaben, 1079–1105
- Berthold I. von Rheinfelden, 1079–1090
- Berthold II. von Zähringen, 1092–1111
- Berthold III. von Zähringen, 1113–1122
- Konrad von Zähringen, 1122–1152
- Berthold IV. von Zähringen, 1152–1186
- Berthold V. von Zähringen, 1186–1218
- Friedrich II. von Schwaben, 1105–1147
- Friedrich I. von Staufen, genannt Barbarossa 1147–1152
- Friedrich IV. von Schwaben, 1152–1167
- Friedrich V. von Schwaben, 1167–1170
- Friedrich VI. von Schwaben, 1170–1191
- Konrad II. von Schwaben, 1191–1196
- Philipp von Schwaben, 1196–1208
- Friedrich II. von Staufen, Urenkel von Barbarossa, 1106 bis 1250[25]

Um 1200 beginnt die große Zeit der Freiherren von Krenkingen, erstmals genannt 1202, sie gelten als Gründer der Stadt Tiengen, sie erbauten den alten Turm, das heutige Schloss Tiengen, und der Grafen von Küssenberg, Erbauer der Küssaburg, sie nützten die Kaiserlose Zeit aus, um den Klettgau zu beherrschen, zerrieben sich aber am Ende in Kleinlichkeiten:
(lückenhaft)
Danach waren die Habsburger Reichsvögte des Klettgaus; König Rudolf I. und seine Vorgänger gelten als Gründer, respektive als Erbauer der Stadt Waldshut; Rudolf zerstörte 1288 auch die Weißenburg, und beendete das Interregnum. Ihre Landgrafen waren:
- Rudolf der Schweigsame (III. von Habsburg, I. von Habsburg-Laufenburg; † 6. Juli 1249); mit ihm beginnt die Linie derer von Habsburg-Laufenburg; nach ihm kam die Grafschaft Klettgau an seine Nachkommen:
- Gottfried I., 1239–1271
- Rudolf III. 1271–1314
als Vormund: Rudolf II. bis 1288 und Eberhard I. bis 1284
- Johann I. 1314–1337
- Johann II. und Rudolf IV. 1337–1353 gemeinsam
- Rudolf IV. bis 1383
- Johann IV. 1383–1408

### Grafen von Sulz (1408–1687)
- Rudolf III. von Sulz 1405–1431, Landgraf im Klettgau ab 1408[26]
- Johann II. 1431–1483
- Alwig X. 1431–1493
- Rudolf IV. 1431–1487
- Rudolf V. 1493–1535 (* 1478 in Tiengen; † 1535 in Vaduz), ab 1507 in Vaduz und Blumeneck, 1520 königlicher Statthalter von Württemberg, 1523/35 Statthalter in Vorderösterreich, siehe auch Liste der Landvögte im Elsass
- Johann Ludwig I. von Sulz 1536–1566
- Alwig XI. von Sulz – Landgraf 1565–1572; ab 1567 bis 1572 Landvogt in Vorderösterreich
- Rudolf IV. von Sulz – Landgraf 1583–1602
- Karl Ludwig I. – Landgraf 1602–1617[27]
- Alwig – Landgraf 1617–1628
- Karl Ludwig Ernst von Sulz – Landgraf 1628–1648[28]
- Johann Ludwig II. von Sulz – Landgraf 1648–1687

### Haus Baden
- Karl Ludwig Friedrich (Baden)
- Ludwig I. (Baden)
- Leopold (Baden)
- Ludwig II. (Baden)
- Friedrich I. (Baden, Großherzog)
- Friedrich II. (Baden, Großherzog) Thronverzicht am 22. November 1918

### Nach 1918
- Die Badische Ständeversammlung wurde durch die Novemberrevolution aufgelöst und ging über zum Landtag der Republik Baden.
- Nach der Reichstagswahl vom 5. März 1933 wurde nach der Verkündung der zwei Gleichschaltungsgesetze vom 31. März 1933 und vom 7. April 1933 Robert Wagner bis Kriegsende 1945 zum Reichsstatthalter und Gauleiter von Baden.
- Im Ersten Weltkrieg meldeten sich viele Klettgauer als Freiwillige, die meisten fielen, einige wurden schwer verletzt. Fast in jedem Ort gibt es bis heute Gefallenendenkmäler.
- Nach dem Zweiten Weltkrieg wurde Baden und damit auch der Klettgau Französische Besatzungszone. Der erste Militärgouverneur der Französischen Besatzungszone und Oberbefehlshaber über die französischen Besatzungstruppen in Deutschland wurde Jean de Lattre de Tassigny, sein Nachfolger wurde Marie-Pierre Kœnig, bis zum 21. September 1949 und mit Bildung der Alliierten Hohen Kommission, mit Sitz auf dem Petersberg bei Bonn, im September 1949 wurde das Amt des Militärgouverneurs durch das Amt des Hohen Kommissars abgelöst. Hoher Kommissar für die Französische Besatzungszone war André François-Poncet vom 21. September 1949 bis zum 5. Mai 1955.
- Baden (Südbaden) wurde mit der Verkündung des Grundgesetzes am 23. Mai 1949 ein Land der Bundesrepublik Deutschland. Erster Staatspräsident von 1947 bis 1952 war Leo Wohleb
- Das Land Baden-Württemberg wurde am 25. April 1952 gegründet. Reinhold Maier wurde erster Ministerpräsident, derzeitiger Ministerpräsident ist Winfried Kretschmann.
- das Land Baden-Württemberg gehört zu Deutschland und ist Bestandteil der Mitgliedstaaten der Europäischen Union.